# 奧氏魮
奧氏魮（学名：Barbus alluaudi）為輻鰭魚綱鯉形目鯉科魮屬的其中一個種。該物種被IUCN列為次級保育類動物，分布於非洲烏干達，體長可達19.8公分。

## 扩展阅读
維基物種上的相關：奧氏魮